# Ar-Adûnakhôr
Ar-Adûnakhôr es un personaje ficticio que pertenece al legendarium creado por el escritor británico J. R. R. Tolkien y que aparece en su novela póstuma El Silmarillion. Fue un dúnadan, vigésimo gobernante del reino de Númenor y nacido en el 2709 de la Segunda Edad del Sol. Al igual que sus padres se opuso a los Valar, de tal manera que tomó su nombre oficial en la lengua adûnaica en lugar de utilizar la tradicional forma quenya, Tar-Herunúmen (aunque no fue el primero en adoptarlo, lo fue en mostralo abiertamente).
Elegir el nombre que fue considerado por algunos como blasfemo y demasiado orgulloso en ambos idiomas significa «Señor de Occidente», un título reservado para Manwë, Señor de los Valar. Hay alguna duda acerca de si Ar-Adûnakhôr sucedió a su padre, Ar-Abbatârik, como el rey o a su abuelo, Tar-Calmacil, pero la numeración de los gobernantes incluye a Tar-Ardamin en el recuento. En concreto, Ar-Abbatârik no aparece en absoluto en los apéndices de El Señor de los Anillos, pero sí en el capítulo «La línea de Elros» de los Cuentos inconclusos de Númenor y la Tierra Media. Murió en el año 2962 S. E. y fue sucedido por su hijo, Ar-Zimrathôn.